# Lac Le Jeune
Pour les articles homonymes, voir Le Jeune.
Le Lac Le Jeune est un lac situé dans la province canadienne de la Colombie-Britannique, dans le district régional de Thompson-Nicola. Le lac a donné son nom au parc provincial du Lac Le Jeune. Le lac et le parc doivent leur nom au prêtre et linguiste Jean-Marie-Raphaël Le Jeune (1855-1930) qui vécut près de ce lieu, dans la mission oblate et traduisit plusieurs langues amérindiennes, notamment la langue chinook en sténographie d'Émile Duployé.

## Description
Le lac
Le lac Le Jeune s'étend sur près de trois kilomètres de long et sur une largeur variant de 300 à près de 500 mètres. Il a une forme en croissant avec les deux extrémités situées au Sud. Juste sur le côté occidental, se trouve une petite étant d'eau dénommé "Lac Le Jeune-West", séparée du lac principal par une étroite lande de terre sur lequel passe un sentier de grande randonnée. Le lac Le Jeune est situé à 37 kilomètres au Sud de Kamloops et à 47 kilomètres au Nord de Merritt. 
Le parc provincial
Le lac a donné son nom au parc provincial du Lac Le Jeune créé en 1956. Il est situé à une altitude de 1 280 mètres. Le parc provincial Le Jeune se situe entre deux chaînes montagneuses, la Chaîne Côtière à l'ouest et les Montagnes Rocheuses à l'Est.
La Flore est diversifiée, on y trouve notamment l'épinette, le pin tordu, le bouleau et le rosier arctique. 
La faune est également diverse, on y croise le geai de Steller, l'oiseau symbole de la Colombie-Britannique, le pygargue à tête blanche, le rat musqué, le castor canadien, le lynx ainsi que la truite arc-en-ciel.